# Сан (приток Меконга)
Сан (во Вьетнаме Кронгпоко; Serepok вьет. Sông Sê San) — река во Вьетнаме (провинции Контум и Зялай) и Камбодже (провинции Ратанакири и Стынгтраенг). Левый приток Меконга. Площадь бассейна — 17 000 км², из них 11 000 км² — во Вьетнаме.

## Течение
Сан берёт начало во Вьетнаме от слияния рек Пси (вьет. Pxi) и Дакпоко (вьет. Đak Pô Kô) в провинции Контум, что южнее города Дакто, и течёт на юг и юго-запад до границы с Камбоджей. Здесь на реке возведено 5 плотин, образующих обширные водохранилища.
На территории Вьетнама Сан принимает три крупных притока — реку Бла, реку Грай и реку Шатхай.
Образует государственную границу на протяжении более 20 км между Вьетнамом и Камбоджей. Втекая на территорию Камбоджи, Сан резко меняет направление на северо-западное у селения Компадоу. Принимая справа реку Лианг, Сан вновь меняет направление на юго-западное. В Камбодже на берегах Сана расположен ряд крупных поселений: Вэнсай, Пханг, Вэнхой, Талат, Савариенг, Сатсами, Нако, Бунг, Стынгтраенг.
После впадения реки Кантян Сан становится порожистым: пороги Хоукуой, Теда, Кхоун.
В низовье Сан принимает два крупнейших притока — Страепок слева и Конг справа, а затем, у города Стынгтраенг, впадает в Меконг.

## Притоки
Объекты по порядку от устья к истоку ( км от устья: ← левый приток | → правый приток | — объект на реке ):
← Кхлонг
→ Конг
← Бадаэм
← Кхлэй
← Тяп
← Сапхоум
→ Кмэнг
← Сраепок
← Кантян
← Канслэнг
← Тан (Танг)
→ Лалай
← Йинг
→ Хорай
→ Банлонг
→ Такмак
← Тюн (Таплай)
→ Кхампха
→ Лианг (Тапок)
← Тамо (Котэль)
← Хоп
← Иакри
← Иакрель
→ Шатхай (в Камбодже Сатхай)
← Клей
← Клеру
← Хай
→ Монанг
→ Карин/Дор
← Грай
→ Болок
→ Блан/Чи
← Рининь
← Роэй
→ Шир
← Бла
→ Котол
→ Дрей
← Уй
→ Шан
→ Ла
← Папмам
→ Данар
→ Пси
← Дакпоко